# Batalla de Drewry's Bluff
La Batalla de Drewry's Bluff, también conocida como la batalla de Fort Darling, o Fort Drewry, tuvo lugar el 15 de mayo de 1862, en el condado de Chesterfield, Virginia, como parte de la Campaña de la Península de la guerra civil estadounidense. Cinco buques de guerra de la Armada de la Unión, incluidos los acorazados USS Monitor y Galena, surcaron el río James para probar las defensas de Richmond, Virginia, la capital de la Confederación. Se encontraron con obstáculos sumergidos y cañoneo mortal y preciso de las baterías de Fort Darling en Drewry's Bluff, que causaron graves daños al Galena, lo que les obligó a dar marcha atrás.

## Antecedentes
En la primavera de 1862, el general de división de la Unión George B. McClellan lanzó una operación anfibia contra Richmond, desembarcando tropas en Fort Monroe y luego marchando hacia el noroeste por la península de Virginia. Después de la caída de Yorktown y el retiro del ejército del general Joseph E. Johnston en la península, sólo el CSS VIrginia de la armada Confederada de Virginia previno la ocupación por parte de la Unión de la parte baja del Río James y Norfolk. Cuando la guarnición confederada de Norfolk fue evacuada por el general de división Benjamin Huger el 10 de mayo, el comodoro Josiah Tattnall sabía que no podía navegar por Virginia a través de los tramos poco profundos del río James hacia Richmond, por lo que fue hundida el 11 de mayo frente a la isla Craney para impedir su captura. Esto abrió el río James en Hampton Roads a los cañoneros federales.
El único obstáculo que protegía a Richmond de un acercamiento por el río era Fort Darling en Drewry's Bluff, con vistas a una curva cerrada a 11 km (7 millas) río abajo de la ciudad. Los defensores confederados, incluyendo marines, marineros y soldados, fueron supervisados por el comandante de la marina Ebenezer Farrand y por el capitán del ejército Augustus H. Drewry (el dueño de la propiedad que llevaba su nombre) de la artillería pesada del lado sur. Los ocho cañones del fuerte, incluyendo piezas de artillería de campo y cinco cañones navales, algunos de los cuales fueron rescatados del Virginia, controlaban el río por kilómetros en ambas direcciones. Las armas del CSS Patrick Henry, incluyendo un cañón liso de 203 mm (8 pulg.), estaban río arriba y francotiradores se apostaron en las orillas del río. Una obstrucción subacuática de vapores, pilotes, escombros y otros buques conectados por cadenas fue colocada justo a los pies del acantilado, lo que dificultó la maniobra de los buques en el estrecho río.

## Batalla

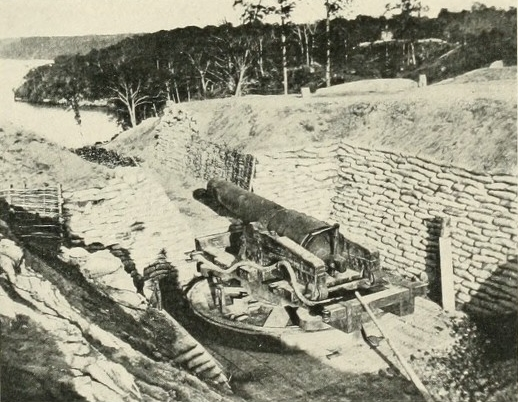
Batería confederada en Battery Dantzler, Drewry's Bluff.

El 15 de mayo, un destacamento del escuadrón de bloqueo del Atlántico Norte de la armada de Estados Unidos, bajo el mando del comandante John Rodgers, remontó el río James desde Fort Monroe para probar las defensas de Richmond. La flotilla estaba compuesta por las cañoneras acorazadas USS Monitor (comandadas por el teniente William N. Jeffers) y Galena (el buque insignia), el cañonero de tornillo Aroostook, el Port Royal de rueda lateral y el Naugatuck de doble tornillo acorazado.
A las 07:45, el Galena se cerró a menos de 550 m del fuerte y ancló, pero antes de que Rodgers pudiera abrir fuego, dos balas confederadas atravesaron el buque ligeramente blindado. La batalla duró más de tres horas y durante ese tiempo, el Galena permaneció casi inmóvil y recibió 45 impactos. Su tripulación informó de 14 muertos o heridos de muerte y 10 heridos. El monitor era un objetivo frecuente, pero su armadura más pesada resistió los tiros. Contrariamente a algunos informes, el Monitor, a pesar de su torreta achaparrada, no tuvo dificultades para hacer uso de sus armas y disparar constantemente contra el fuerte. El Naugatuck se retiró cuando su cañón estriado Parrott de 100 libras explotó. Las dos cañoneras de madera permanecieron fuera del alcance de los cañones grandes, pero el capitán del Port Royal fue herido por un francotirador. Alrededor de las 11:00, los barcos de la Unión se retiraron a City Point.

## Repercusiones
El poderoso fuerte en Drewry's Bluff había frustrado el avance de la Unión a sólo 7 millas (11 km) de la capital confederada, con una pérdida de siete confederados muertos y ocho heridos, Richmond se mantuvo a salvo. Rodgers informó a McClellan que era factible para la marina desembarcar tropas tan cerca como a 10 millas (16 km) de Richmond. Algunos investigadores piensan que el ejército de la Unión nunca se aprovechó de esta observación, sin embargo, el propósito de la expedición era obtener tal información.
La zona volvió a ser objeto de acciones durante el asedio de Petersburg. El ejército del James desembarcó el 5 de mayo de 1864 en Bermuda Hundred, un cuello de tierra al norte de City Point, en la confluencia de los ríos James y Appomattox, a sólo 15 millas (24 km) al sur de Richmond. El ejército marchó por tierra, avanzando a menos de tres millas (4,8 km) de Drewry's Bluff para el 9 de mayo. Desde una perspectiva táctica, Bermuda Hundred permitió un desembarco anfibio completo con menos probabilidad de contraataque que un desembarco cinco millas más cerca de Drewry's Bluff y Fort Darling.